# Böle och Fillsta
Böle och Fillsta är en av SCB definierad småort i Östersunds kommun i Jämtlands län.
Småorten omfattar bebyggelse i byarna Böle och Fillsta i Frösö distrikt (Frösö socken). Tidigare ingick även bebyggelse i byn Knytta i småorten.